# Harponville
Harponville és un municipi francès situat al departament del Somme i a la regió dels Alts de França. L'any 2007 tenia 152 habitants.

## Demografia

### Població
El 2007 la població de fet de Harponville era de 152 persones. Hi havia 59 famílies de les quals 20 eren unipersonals (16 homes vivint sols i 4 dones vivint soles), 16 parelles sense fills i 23 parelles amb fills.
La població ha evolucionat segons el següent gràfic:
Habitants censats

### Habitatges
El 2007 hi havia 73 habitatges, 64 eren l'habitatge principal de la família, 5 eren segones residències i 4 estaven desocupats. Tots els 73 habitatges eren cases. Dels 64 habitatges principals, 56 estaven ocupats pels seus propietaris i 8 estaven llogats i ocupats pels llogaters; 4 tenien tres cambres, 14 en tenien quatre i 46 en tenien cinc o més. 61 habitatges disposaven pel capbaix d'una plaça de pàrquing. A 26 habitatges hi havia un automòbil i a 29 n'hi havia dos o més.

### Piràmide de població
La piràmide de població per edats i sexe el 2009 era:
| Homes | Edats   | Dones |
| ----- | ------- | ----- |
| 0     | 95 o +  | 0     |
| 0     | 90 a 94 | 4     |
| 0     | 85 a 89 | 0     |
| 0     | 80 a 84 | 4     |
| 0     | 75 a 79 | 0     |
| 0     | 70 a 74 | 0     |
| 12    | 65 a 69 | 12    |
| 4     | 60 a 64 | 0     |
| 4     | 55 a 59 | 8     |
| 8     | 50 a 54 | 4     |
| 4     | 45 a 49 | 4     |
| 4     | 40 a 44 | 4     |
| 4     | 35 a 39 | 8     |
| 0     | 30 a 34 | 0     |
| 0     | 25 a 29 | 4     |
| 8     | 20 a 24 | 4     |
| 4     | 15 a 19 | 0     |
| 0     | 10 a 14 | 4     |
| 4     | 5 a 9   | 0     |
| 0     | 0 a 4   | 0     |

## Economia

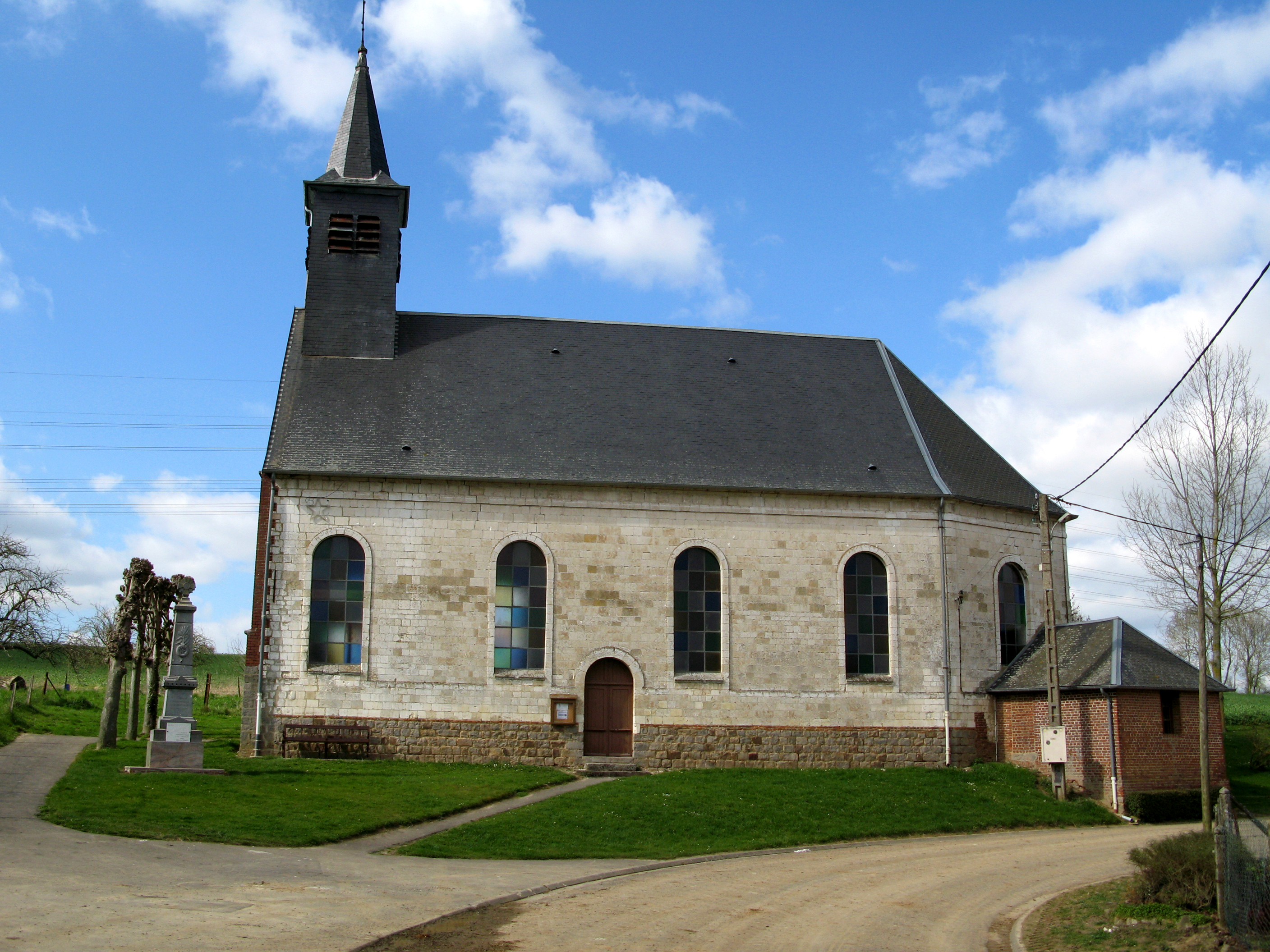
Església

El 2007 la població en edat de treballar era de 84 persones, 65 eren actives i 19 eren inactives. De les 65 persones actives 63 estaven ocupades (33 homes i 30 dones) i 2 estaven aturades (2 homes). De les 19 persones inactives 10 estaven jubilades, 7 estaven estudiant i 2 estaven classificades com a «altres inactius».

### Ingressos
El 2009 a Harponville hi havia 68 unitats fiscals que integraven 168,5 persones, la mediana anual d'ingressos fiscals per persona era de 17.686 €.

### Activitats econòmiques
L'any 2000 a Harponville hi havia 12 explotacions agrícoles que ocupaven un total de 488 hectàrees.

## Poblacions més properes
El següent diagrama mostra les poblacions més properes.